# (11) Parthénope
Pour les articles homonymes, voir Parthénope.
(11) Parthénope, internationalement (11) Parthenope, est un astéroïde, grand et lumineux, de la ceinture principale d'astéroïdes. Il semble constitué de nickel, de fer, et de silicates de magnésium.
Parthénope a été découvert par Annibale De Gasparis le 11 mai 1850, il s'agit de la deuxième de ses neuf découvertes d'astéroïdes. Il a été nommé d'après Parthénope, l'une des sirènes dans la mythologie grecque, qui aurait fondé la ville de Naples. De Gasparis « usa de tous ses moyens afin de réaliser une Parthénope dans les cieux, car tel était le nom suggéré par Sir John Herschel lors de la découverte de (10) Hygie en 1849 ». Les premiers astéroïdes découverts possèdent un symbole astronomique et celui de Parthénope est .

## Occultations stellaires
Il y a eu deux occultations d'étoiles par Parthénope, l'une le 13 février 1987 et l'autre le 2 avril 2006.
Le 6 août 2008, au cours d'une opposition périhélique, Parthénope avait une magnitude apparente de 8,8.
En 1988, une recherche de satellites ou de poussière en orbite autour de cet astéroïde a été réalisée en utilisant le télescope UH88 aux observatoires du Mauna Kea, mais l'effort est resté vain.
Sur la base d'une courbe de lumière qui a été générée à partir d'observations photométriques de cet astéroïde à l'observatoire de Poulkovo, on a déterminé la durée de rotation du corps à 13,722 ± 0,001 heures, ainsi que les variations de sa luminosité à 0,10 ± 0,0 s d'amplitude. La courbe de lumière présente trois maxima et minima par cycle. La base de données JPL des petits corps du système solaire affiche une période de rotation de 13,720 4 heures.

## Masse
En 2007, Baer et Chesley ont nouvellement déterminé une masse et une densité pour Parthénope, plus élevées que connues précédemment, en se basant sur les perturbations de l'astéroïde de 90 km, (17) Thétis. Baer et Chesley ont calculé une masse de 6,3 × 1018 kg avec une densité de 3,3 g/cm3. Les estimations de 2008 par Baer suggèrent une masse de 6,15 × 1018. Les estimations de 1997 et 2001 par Viateau et Rapaport étaient plus proches de 5 × 1018 kg avec une densité de 2,7 g/cm3.